# Ниобийтриплатина
Ниобийтриплатина — бинарное неорганическое соединение
ниобия и платины
с формулой NbPt3,
серые кристаллы.

## Получение
- Спекание стехиометрических количеств чистых веществ:

{\displaystyle {\mathsf {Nb+3Pt\ {\xrightarrow {2040^{o}C}}\ Pt_{3}Nb}}}

## Физические свойства
Ниобийтриплатина образует кристаллы двух модификаций:
- α-Pt3Nb, ромбическая сингония, пространственная группа P mmn, параметры ячейки a = 0,5534 нм, b = 0,4873 нм, c = 0,4564 нм, Z = 2, структура типа титанатримеди Cu3Ti;
- β-Pt3Nb, моноклинная сингония, пространственная группа P 21/m, параметры ячейки a = 0,5537 нм, b = 0,4870 нм, c = 2,233 нм, β = 90,63° [1][3], (по другим, уточнённым данным параметры ячейки a = 0,4870 нм, b = 0,5537 нм, c = 0,9268 нм, β = 100,62°, Z = 4 [4]).

Соединение гонгруэнтно плавится при температуре 2040°С .

## Применение
- Катализатор окисления топлива [5].